# Dinteranthus
Dinteranthus es un género con seis especies de plantas de flores perteneciente a la familia Aizoaceae.

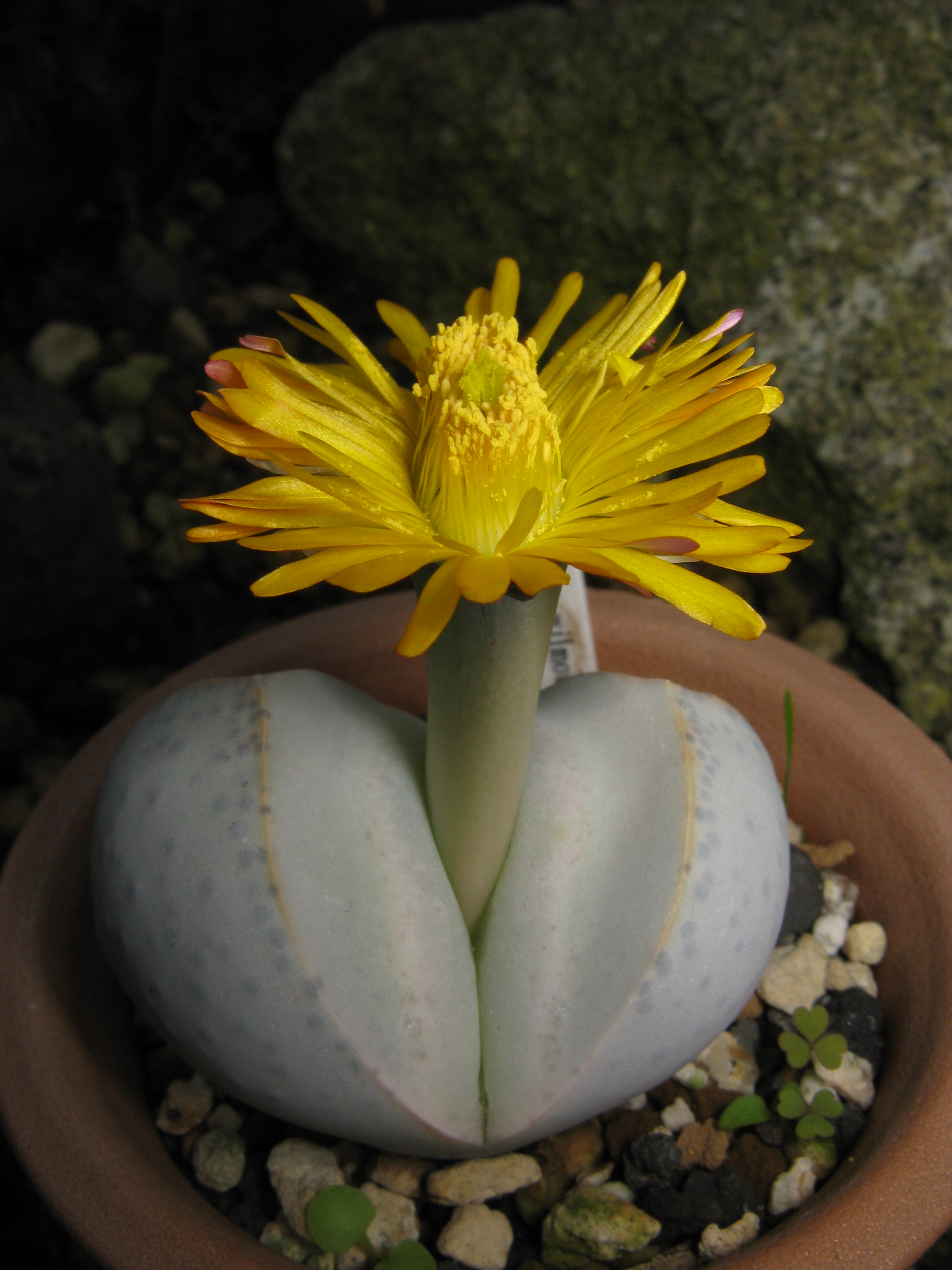
Dintheranthus wilmotianus

## Descripción
Las plantas del género Dinteranthus crecen de forma compacta. Son sin tallo y forman de 1 a 6 ramas, cada una con solo un par de hojas durante la fase de reposo. Las hojas son más o menos semiesféricas. Su epidermis es  redondeada o cubierta de puntiagudas papilas. En el exterior tiene gruesa capa de arena, lo que da a la planta su aspecto blanco similar a las piedras.
Los flores son terminales con tallo corto y aparentemente sin brácteas. Llegan a un diámetro de 6 a 8 centímetros y se abren en la tarde. Tiene 6-8  sépalos presentes, y pétalos de color oro brillante. Las estambres son verticales y están en la base a veces blancos o rojizos, formando un anillo. Los frutos se parecen a las del género Delosperma. Las semillas son de color marrón rojizo y se oscurecen con la edad.

## Taxonomía
El género fue descrito por Martin Heinrich Gustav Schwantes y publicado en Notes Mesembrianthemum 3: 153. 1939.
Etimología
Dinteranthus: nombre genérico otorgado en honor del botánico alemán Kurt Dinter.

## Especies
- Dinteranthus inexpectatus (Dinter) Schwantes
- Dinteranthus margaretae (Schwantes) Schwantes
- Dinteranthus microspermus (Dinter & Derenb.) Schwantes
- Dinteranthus pole-evansii (N.E.Br.) Schwantes
- Dinteranthus vanzylii (L.Bolus) Schwantes
- Dinteranthus wilmotianus L.Bolus